# 騷夏
騷夏（1978年—），臺灣詩人、作家、同志詩人。出生於高雄市旗津區。 淡江大學中文系畢業，國立東華大學創作與英語文學研究所藝術碩士。著有詩集《騷夏》、《瀕危動物》、《橘書》，散文集《上不了的諾亞方舟》。

## 寫作生涯
以「淤積的字」等十首詩作獲得2018年吳濁流文學獎新詩獎正獎；而詩集《橘書》在2020年名列《文訊》「21世紀上升星座：1970後台灣作家作品評選（2000～2020）」，成為現代詩類20位獲選者之一。 騷夏的詩作多帶有魔幻色彩，時常於性別與身分之間轉換，探索身體與情感。 詩作觸及同志情慾，為台灣當代之代表性詩人。 曾自陳「或許這世間對於詩人要有一定的樣子，我想我就是那個『非典型』」、主張「寫作，是悄悄把作者推出舒適圈的行為」。

## 出版作品

### 詩集
| 書名             | 出版社   | 出版年 | ISBN               |
| ---------------- | -------- | ------ | ------------------ |
| 騷夏             | 麥田出版 | 2003   | ISBN 9789867782595 |
| 瀕危動物         | 女書文化 | 2009   | ISBN 9789578233720 |
| 橘書             | 逗點文創 | 2017   | ISBN 9789869439923 |
| 瀕危動物（新版） | 時報出版 | 2023   | ISBN 9786263534728 |

### 散文集
| 書名             | 出版社   | 出版年 | ISBN               |
| ---------------- | -------- | ------ | ------------------ |
| 上不了的諾亞方舟 | 時報出版 | 2019   | ISBN 9789571377377 |

## 相關評論與研究
- 孫梓評：〈寫給生我的焦慮——我所認識的詩人騷夏，與她的詩〉《文訊》第305期（2008年11月），頁41-43。
- 鴻鴻：〈無照駕駛，超速逃逸——騷夏〈瀕危動物〉掀開的家族與情慾圖像〉，《文訊》第315期（2009年9月），頁122-123。
- 陸怡臻：〈騷夏《瀕危動物》的女同志書寫〉，《南開學報》5卷2期（2018年12月），頁11-18。[7]
- 曾立昂：〈臺灣同志詩感官書寫的脈絡研究——以陳克華、孫梓評、騷夏詩作為例〉，國立成功大學中國文學系碩士論文（2021年）。

## 媒體訪問
- 陳柏煜：〈船家就是你家－騷夏的《上不了的諾亞方舟》〉，Readmoo閱讀最前線（2019年5月20日）。[8]
- 林宇軒：〈一本詩集的危老都更——騷夏談《瀕危動物》的前世今生〉，《幼獅文藝》第829期（2023年1月）。